# Brown Basket
Brown Basket（ブラウン・バスケット）は、日本のバンド。京都府を拠点に活動している。2016年に結成され、ギターロックを基調とした楽曲を発表している。

## 概要
2016年7月7日、京都にて結成。メンバーチェンジを経て、2022年に現体制となる。自主制作音源のリリースを重ね、京都MUSEや磔磔など地元京都のライブハウスを中心に活動。
2020年にはJ-WAVEの新人発掘企画『SONAR TO THE NEXT』にて紹介された。同年、PUNKLOID、JUNGLE LIFEなどでも紹介された。
2024年より、京都MUSEが運営する若手アーティスト支援レーベル『NEW KIDS ON THE RECORDS』に所属し、音源流通においてもレーベル表記が行われている。SATANIC ENT.主催イベント、JAPAN JAM2024および京都大作戦2025など大型フェスにも出演した。

## メンバー
- 岸本和憲（ボーカル・ギター）
- omochi trip（ギター）
- 北川陸（ベース）
- スズキセイヤ（ドラムス）

## 音楽性
Brown Basketは、1990年代以降のオルタナティヴ・ロックやエモ、ギターロックに影響を受けたサウンドを基調とする。叙情性と疾走感を併せ持ち、日本国内のギターロックシーンに通じるメロディアスかつエモーショナルな作風が特徴。楽曲にはスカを思わせるリズムやラップ要素、アップテンポなポップパンク調のアプローチも取り入れられている。
BIG UP!では「青く、青く突き抜けるサウンド」と、BARKSでは「瑞々しさと繊細さが魅力」とされている。 
ライブでは力強い演奏と叙情的なメロディの対比が特色とされ、SATANIC ENT.主催イベントなどで評価を受けている。
京都のロックバンドHakubiも、2023年に「若い世代のギターロックバンドの中でも注目している」と言及している。

## 来歴
| 年月       | 主な出来事                                                            |
| ---------- | --------------------------------------------------------------------- |
| 2016年7月  | 結成                                                                  |
| 2017年5月  | 1st Demo『傘と晴天』リリース                                          |
| 2018年1月  | 2nd Demo『宣戦布告』リリース                                          |
| 2018年10月 | 3rd Demo『君の声を』リリース                                          |
| 2019年1月  | omochi trip、スズキセイヤ加入                                         |
| 2019年8月  | 1st Mini Album『YOUTH'』リリース                                      |
| 2020年9月  | 配信シングル『BY MY SIDE』リリース                                    |
| 2021年     | 配信シングル3作『星になるまで』『世界の中で君だけに』『何者』リリース |
| 2021年7月  | 京都大作戦2021 前夜祭 出演予定（中止）                                |
| 2022年2月  | 北川陸加入、現体制に                                                  |
| 2022年8月  | 1st E.P.『PINEFIELD』リリース、『ぶっ滾るツアー2022』開始             |
| 2023年4月  | 配信シングル『ROLLING』リリース                                       |
| 2023年8月  | 配信シングル『Take it Easy』リリース                                  |
| 2024年1月  | イベント『京サミット2024』開催、京都MUSE所属発表                      |
| 2024年3月  | 2nd E.P.『SPEECH』リリース、『ぶっ滾るツアー2024』                    |
| 2024年5月  | JAPAN JAM 2024出演                                                    |
| 2024年7月  | 2MAN SHORT TOUR『PUNK HAZARD』実施                                    |
| 2025年1月  | 3rd E.P.『LEAVE ME ALONE』リリース、『ぶっ滾るツアー2025』            |
| 2025年3月  | イベント『京サミット2025』開催                                        |
| 2025年7月  | 京都大作戦2025 牛若ノ舞台出演                                         |
| 2025年11月 | 京都MUSE初ワンマンライブ開催予定                                      |

## ディスコグラフィ

### デモ
- 傘と晴天（2017年5月）
- 宣戦布告（2018年1月）
- 君の声を（2018年10月）
- 御園橋西詰（2021年7月）

### ミニアルバム
- YOUTH'（2019年8月）

### E.P.
- PINEFIELD（2022年8月）
- SPEECH（2024年3月）※会場限定盤
- LEAVE ME ALONE（2025年1月）

### シングル（配信）
- BY MY SIDE（2020年9月）
- 星になるまで（2021年1月）
- 世界の中で君だけに（2021年2月）
- 何者（2021年3月）
- ROLLING（2023年4月）
- Take it Easy（2023年8月）